# バンクス諸島
バンクス諸島（英語：Banks Islands、ビスラマ語：Bankis）は、 バヌアツ共和国の北部にある群島である。 北西に位置するトーレス諸島とともに、国内最北の州トルバ州を構成する。 このグループは、 マエウォ島の北約40kmに位置し、バヌアツの主島13島の一角をなすガウア島とバヌア・ラバ島を擁する。 面積は780km²、人口は2009年現在8,533人。

## 地理
最大の島はガウア島（旧サンタ・マリア島）で、地形は険しく、島の中心には標高797mの活火山ガラット山がそびえる。火口にある淡水湖レタス湖はバヌアツ最大の湖である。 ガウア島よりやや小さいバヌア・ラバ島の最高地点は946mとさらに高い。この島も活火山であるスレタマテ山（Suretamate; Süretimiat; Sere'ama、標高921 m）を有する。 州都ソラはこの島にある。 島の東には2つの島レヴェンガ島（Revenga）とクワケア島 （Kwakea; Qakea）がある。3番目に大きい島ウレパラパラ島 （Ureparapara; Paraparaとも）は東岸を海水に抉られ、ダイバーズ湾を形成する古い火山錐である。

これら大きな島々の東側には多くの小島嶼が連なる。 ウレパラパラ島の北東50km、群島の最北端にあるベット・タグデ島（Vot TandeまたはVot Ganai ）は、350万年前に最後に噴火した死火山である。 ロワ諸島 （Rowa; リーフ諸島とも）は、非常に小さく平らなサンゴ礁の島々である。 モタ・ラバ島（Mota Lava）は、東部では最大かつ最高となる標高411mの島で、その南の沖にラ島（Ra）が位置する。この島は高いサンゴ礁に囲まれ、干潮時にはモタ・ラバ島へ歩いて渡ることができる。 ここに列島南東部のモタ島（Mota）、メリグ島（Merig）、メレラバ島（Merelava）の3島を合わせてバンクス諸島を形成する。

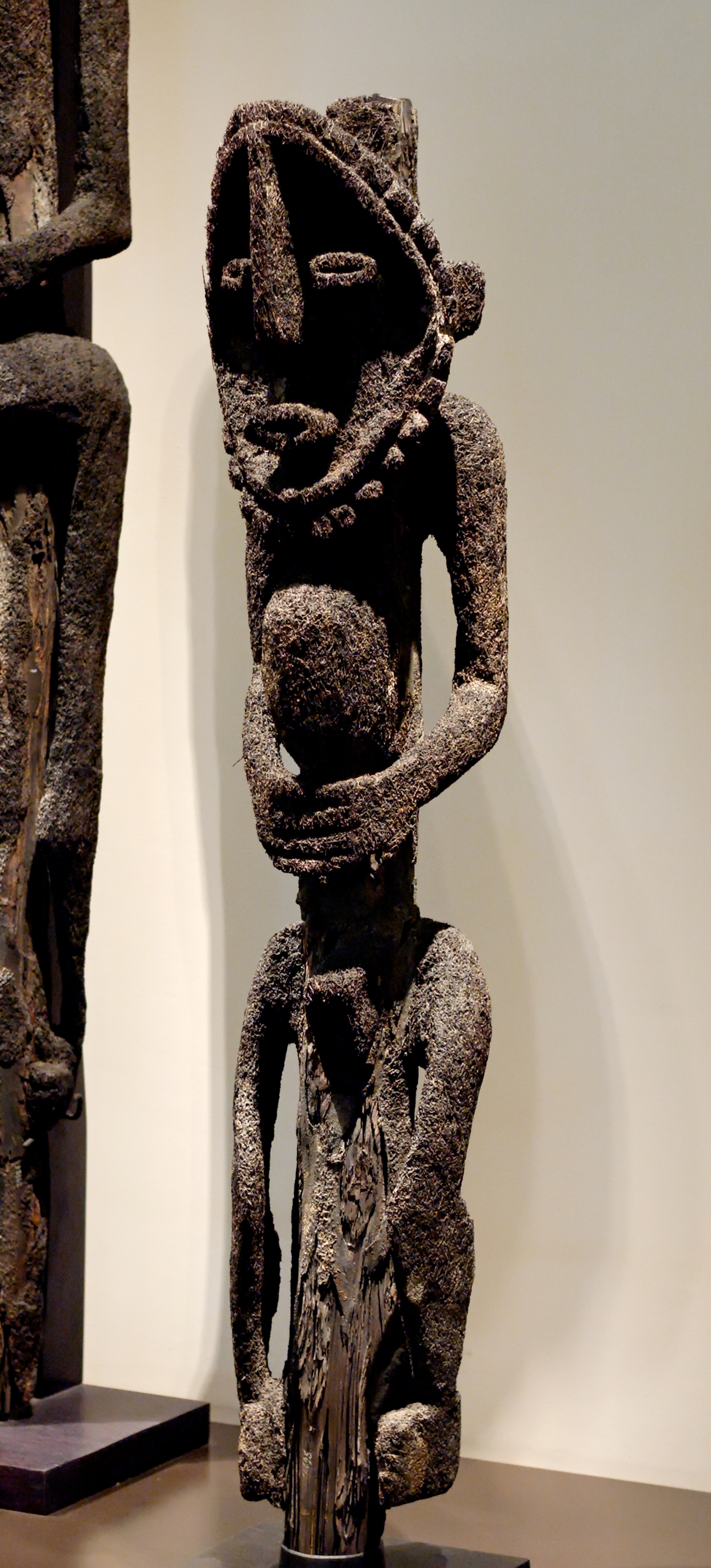
木生シダでできた精霊の像（ガウア島、19世紀）

## 歴史
バンクス諸島は、ヨーロッパ探検家が初めて発見したバヌアツの国土であった。1606年4月25日から29日にかけて、ポルトガル探検家のペドロ・フェルナンデス・デ・キロス率いるスペイン探検隊が、メレラバ島を通り過ぎてからエスピリトゥサント島に上陸するまでの間にガウア島に停泊し、わずかの間拠点を立てた。 メレラバ島はSan Marcosの名で海図に記され 、 モタ・ラバ島はLagrimas de San Pedro （聖ペドロの涙）、バヌア・ラバ島はPortal de Belén （ベツレヘムの厩）、ガウア島はSanta Maríaとしてそれぞれ記録された。のち1774年にジェームズ・クック船長がバヌアツを探検した際には、列島全体を見たと確信してこれらの島々を見落とした。 バンクス諸島を最初に探検したのは英国海軍のウィリアム・ブライで、このとき彼のパトロンであったジョゼフ・バンクス卿の名が島々に与えられた。 海図に記したのは航海士のマシュー・フリンダースである。 バヌア・ラバ島は、1859年にニュージーランドのジョージ・セルウィン司教によって初めて探検された。
| 島名           | 言語    | 話者数 |
| -------------- | ------- | ------ |
| ウレパラパラ島 | Lehali  | 200    |
| ウレパラパラ島 | Löyöp   | 240    |
| モタ・ラバ島   | Volow   | 1      |
| モタ・ラバ島   | Mwotlap | 2100   |
| バヌア・ラバ島 | Lemerig | 2      |
| バヌア・ラバ島 | Vera'a  | 500    |
| バヌア・ラバ島 | Vurës   | 2000   |
| バヌア・ラバ島 | Mwesen  | 10     |
| モタ島         | Mota    | 750    |
| ガウア島       | Nume    | 700    |
| ガウア島       | Dorig   | 300    |
| ガウア島       | Koro    | 250    |
| ガウア島       | Olrat   | 3      |
| ガウア島       | Lakon   | 800    |
| メレラバ島     | Mwerlap | 1100   |

## 言語
バンクス諸島の住民は15の異なる言語を話している。うちいくつかは消滅の危機に瀕しており、話者は数百人もいないばかりか、数人の話者しか残っていない言語もある。
これら全ての言語は大洋州諸語のオーストロネシア語族に属している。

## 経済
主な経済活動は自給農業だが、 コプラ、コーヒー（ガウア島）、カカオが輸出向けに栽培されている。 バヌア・ラバ島にあるスレタマテ山の硫黄鉱床は、以前はフランスの会社が運営していた。 飛行機で容易にわたれる島々では観光業の比重も高まっている。

## 交通
モタラバ島、バヌア・ラバ島およびガウア島に空港があり、バヌアツ航空から週数便が運航している。船は主に輸出のために来航しているが、乗船することもできる。